# Francesc de Paula de Nicolau i de Bofarull
Francesc de Paula de Nicolau i de Bofarull (Reus, 16 de desembre de 1805 - 1867) va ser un terratinent i funcionari català.
Fill de Ramon de Nicolau i de Folch, de la família ennoblida dels Nicolau amb possessions a Reus i a Vinyols, i de Josepa de Bofarull i Morell, filla de Josep de Bofarull i Miquel, un comerciant reusenc també de família noble, va ser un clar exemple d'hereu "escampa", és a dir, d'aquell que ho ha trobat tot fet i vol tenir un tren de vida superior a les seves possibilitats reals. Durant la seva vida va anar desprenent-se del patrimoni familiar, tot i que en algun moment va tenir idees estalviadores, com quan el 1826 va dir-li a la seva germana Josepa que anés a viure amb ell "con la mira de economizar en lo posible". A començaments de 1827 va contraure matrimoni amb Concepción de Tobar y Armiño, nascuda a Sant Sebastià i filla del sotsdelegat de policia de Tarragona. El mateix any, gràcies a les gestions realitzades pel seu parent Francesc de Freixa, va ser admès a la Reial Mestrança de Cavalleria de Ronda.
No es va mostrar gaire disposat a pagar les llegítimes dels seus germans Josep i Josepa, els quals el van dur davant dels tribunals. Però Francesc de Nicolau es va despendre d'algunes terres i, en un acord propiciat per Pau Maria de Miró com a home bo, va donar 9.157 lliures a cadascun dels germans. Segurament per pal·liar la davallada en les seves rendes, va fer oposicions a funcionari a la secretaria del govern civil i va ser destinat com a secretari als governs civils de Castelló (1838) Girona (1843) Guadalajara (1848-1852) i Alacant (1858). També va ser regidor a l'ajuntament de Reus, capità major i comandant de la Milícia Nacional reusenca i cavaller del Reial i Americà Orde d'Isabel la Catòlica.
Francesc de Nicolau va provocar un daltabaix patrimonial als béns dels Nicolau i dels Bofarull, ja que es va despendre de cases a Vinyols, terrenys al terme de Reus i al territori de Tarragona, de censals i de vinyes a Cambrils, a Riudoms i a Riudecanyes. Va vendre un magatzem amb olles d'aiguardent i premses d'oli a Reus, va cedir hores d'aigua a diferents pagesos i va vendre a carta de gràcia cases, terrenys i propietats a diversos llocs del Camp de Tarragona.
Va tenir quatre fills, el dos grans, Ramon i Francesc de Paula, van morir molt joves. La filla Adelaida de Nicolau i de Tobar es va casar amb Diego de los Ríos y Rubio, un tinent general i heroi a la Guerra d'Àfrica. L'hereu va ser Josep de Nicolau i de Tobar, el quart fill, nascut el 1838, que va seguir la carrera militar.